# Anna M. Cienciala
Anna Maria Cienciala (geboren 8. November 1929 in Danzig, Freie Stadt Danzig; gestorben 24. Dezember 2014 in Ft. Lauderdale) war eine polnisch-US-amerikanische Historikerin. 

## Leben
Anna Maria Cienciała war die Tochter von Wanda Waissmann und Andrzej Cienciała, Direktor der polnischen Meeresagentur (Polska Agencja Morska). Sie wurde in Danzig geboren und zog später nach Gdynia. Ihre Eltern flohen 1939 nach Frankreich und von dort nach England. Sie studierte an der Universität Liverpool und machte 1952 einen 
Bachelor of Arts. Sie studierte anschließend in Kanada an der McGill University (M.A. 1955) und wurde 1962 in den USA an der Indiana University Bloomington bei Piotr S. Wandycz promoviert. 1970 erhielt sie die US-amerikanische Staatsbürgerschaft.
Cienciala lehrte Osteuropäische Geschichte zunächst in Kanada an der Universität Ottawa und der Universität Toronto. Sie erhielt 1965 eine Stelle an der University of Kansas. Sie wohnte in Lawrence. 
Cienciala schrieb zwei Bücher, gab vier Bücher heraus und publizierte circa vierzig Artikel. Sie wurde 2002 emeritiert und war 2007 Mitherausgeberin einer Arbeit über das Massaker von Katyn. Sie entwickelte den Internet-Kurs Nationalism and Communism in East Central Europe.
Nach der Wende in Osteuropa wurde sie Mitglied der Polska Akademia Umiejętności (PAU). Sie erhielt 2013 den Orden Bene Merito und postum 2014 den Verdienstorden der Republik Polen. 

## Schriften (Auswahl)
- (Hrsg.): American contributions to the Seventh International Congress of Slavists, Warsaw, August 21–27, 1973, Band 3: History, ed. by Anna Cienciala, The Hague: Mouton 1973.
- mit Tytus Komarnicki: From Versailles to Locarno. Keys to Polish foreign policy, 1919–25, Lawrence: Univ. Press of Kansas 1984.
- mit Natalia S. Lebedeva, Wojciech Materski (Hrsg.): Katyń. A crime without punishment, Übersetzung der Dokumente Marian Schwartz, Anna M. Cienciała, Maia A. Kipp. New Haven : Yale University Press, 2007
- Poland and the Western powers 1938–1939. A study in the interpendence of Eastern and Western Europe.  London: Routledge and Kegan Paul, 1968
- (Hrsg.): Polska polityka zagraniczna w latach 1926–1932 [i.e. 1939]. Na podstawie tekstów min. Józefa Becka. Paris : Instytut Literacki 1990
- Die Freie Stadt Danzig in der Politik Grossbritanniens 1933–1938, in: Udo Arnold (Hrsg.): Danzig, sein Platz in Vergangenheit und Gegenwart. Lüneburg: Norddt. Kulturwerk, 1999, S. 103–146
- mit Piotr Wandycz: Wojna polsko-bolszewicka 1919–1920 w ocenach historyków. Warschau : Instytut Józefa Piłsudskiego w Ameryce, 2003